# Mhowgaon
Mhowgaon là một thị xã và là một nagar panchayat của quận Indore thuộc bang Madhya Pradesh, Ấn Độ.

## Nhân khẩu
Theo điều tra dân số năm 2001 của Ấn Độ, Mhowgaon có dân số 20.521 người. Phái nam chiếm 54% tổng số dân và phái nữ chiếm 46%. Mhowgaon có tỷ lệ 68% biết đọc biết viết, cao hơn tỷ lệ trung bình toàn quốc là 59,5%: tỷ lệ cho phái nam là 76%, và tỷ lệ cho phái nữ là 60%. Tại Mhowgaon, 17% dân số nhỏ hơn 6 tuổi.